# Stanisław Kiełbasa
Stanisław Kiełbasa (ur. 11 stycznia 1899 w Lipińskich, zm. ?) – polski robotnik rolny, kapral Wojska Polskiego, kawaler Orderu Virtuti Militari.

## Życiorys
Urodził się 11 stycznia 1899 we wsi Lipińskie, w ówczesnym powiecie gostynińskim guberni warszawskiej, w rodzinie Jana i Zofii z domu Bedyków. Ukończył trzy oddziały szkoły powszechnej i zaczął pracować jako robotnik rolny.
10 grudnia 1918 jako ochotnik wstąpił do Wojska Polskiego i został przydzielony do 10, kompanii 4 pułku piechoty Legionów. W jej szeregach walczył na wojnie z bolszewikami. Wyróżnił się 1 września 1920. Dowódca 10. kompanii podporucznik Leopold Okulicki we wniosku na odznaczenie Orderem Virtuti Militari napisał 12 września 1920: „podczas odwrotu z powiatu hrubieszowskiego został na pozycji własny karabin maszynowy. Starszy legionista Kiełbasa Stanisław mimo silnego ognia piechoty i karabinów maszynowych nieprzyjaciela i mimo pościgu kawalerii nieprzyjacielskiej, porwał karabin maszynowy i mimo zmęczenia doniósł go w bezpieczne miejsce. Tego samego dnia podczas szarży kawalerii nieprzyjacielskiej za wsią Stefankowice zatrzymał się na skraju lasu i na odległość 20 kroków strzelał do nadjeżdżającej kawalerii przez co został odcięty i dopiero na drugi dzień przedzierając się lasami powrócił do kompanii”.
25 czerwca 1921 Sąd Polowy 2 Dywizji Legionów na podstawie art. 656 kk skazał go na karę czterech tygodni aresztu. W 1922 został przeniesiony do rezerwy.
Był żonaty ze Stanisławą, z którą miał trzy córki: Stefanię (ur. 3 czerwca 1925), Zofię (ur. 20 lutego 1927) i Danielę (ur. 30 marca 1932). Mieszkał z rodziną we wsi Skrzeszewy, gdzie do 1 kwietnia 1933 dzierżawił pięć mórg ziemi. Później pozostawał bez zajęcia i środków na utrzymanie rodziny. W 1935, dzięki poparciu szefa Biura Kapituły Orderu Wojennego „Virtuti Militari”, został zatrudniony przez Dyrekcję Okręgową Kolei Państwowych w Warszawie, w charakterze pracownika czasowego.

## Ordery i odznaczenia
- Krzyż Srebrny Orderu Wojskowego Virtuti Militari nr 2226[10] – 28 lutego 1921[11][12][13]
- Medal pamiątkowy[14]
- Odznaka Pamiątkowa Frontu Litewsko-Białoruskiego[8]
- Odznaka honorowa dla Ochotników[8]
- Swastyka 4 Pułku Piechoty Legionów[8]